# اس‌تی‌اس-۷۵
اس‌تی‌اس-۷۵ (انگلیسی: STS-75) یکی از ماموریت‌های برنامه شاتل‌های فضایی بود که در تاریخ ۲۲ فوریه ۱۹۹۶ از پایگاه فضایی کندی به فضا شد. این ماموریت که حدوداً پانزده روز به طول انجامید توسط شاتل کلمبیا انجام گرفت و بخشی از مطالعات پیرامون فضا و اثرات جاذبه بود.